# Zgromadzenie Córek św. Franciszka Serafickiego
Zgromadzenie Córek św. Franciszka Serafickiego – katolickie żeńskie zgromadzenie zakonne.
Założył je w Sandomierzu bł. ks. Antoni Rewera (ur. 1869; zm. 1942). Siostry należą do rodziny franciszkańskiej. W Kościele podejmują pracę katechetek, organistek, kancelistek, zakrystianek, prowadzą domy rekolekcyjne, posługują na plebaniach oraz ludziom chorym i starszym.

## Placówki
- Dom Generalny Zgromadzenia – Sandomierz, przy ul. Leszka Czarnego 9.
- Dom zakonny – Częstochowa
- Dom zakonny – Lublin
- Dom zakonny – Sandomierz
- Dom zakonny przy parafii Wniebowstąpienia Pańskiego – Warszawa
- Dom zakonny przy parafii Chrystusa Króla – Radom
- Dom zakonny przy parafii św. Józefa Robotnika – Ustrzyki Dolne